# Отто Раухала
Отто Раухала (фін. Otto Rauhala; 12 квітня 1995, м. Юлеярві, Фінляндія) — фінський хокеїст, центральний нападник. Виступає за «Таппара» (Тампере) у Лійзі.
Вихованець хокейної школи «Ю-Таппара» (юніор.). Виступав за «Таппара» (Тампере).
У чемпіонатах Фінляндії — 28 матчів (1+0).
У складі молодіжної збірної Фінляндії учасник чемпіонатів світу 2014 і 2015. У складі юніорської збірної Фінляндії учасник чемпіонату світу 2013.
Досягнення
- Переможець молодіжного чемпіонату світу (2014)
- Бронзовий призер юніорського чемпіонату світу (2013).